# Tiberinus
Tiberinus este numele dat zeului fluviului Tibru în mitologia romană.

## Tiberinus
Locuitorii vechii Rome consacrau un cult divin fluviului Tibru. Fluviul juca un rol important în viața cotidiană a Romei antice, întrucât fertiliza pământul agricol. Aspectul devastator al inundațiilor provocate de fluviu erau temute de riverani. Cele două aspecte, benefic și malefic, îi incitau pe oamenii din această regiune să asocieze acest element unui zeu. Acest zeu se numea Tiberinus. Statuia zeului Tiberinus reprezintă un bătrân bărbos stând întins. Se poate găsi o asemănare cu zeul fluviului Nil, numit Hâpy /  Hapy.

## Fluviul Tibru
Tibrul (în latină Tiberis, iar în italiană Tavere) este un fluviu situat în Italia, care se varsă în Marea Tireniană. Are lungimea de 396 de kilometri și traversează Roma.